# Scooby-Doo 2: Potwory na gigancie
Scooby-Doo 2: Potwory na gigancie (na gigancie oznacza ucieczkę z miejsca zamieszkania; ang. Scooby Doo 2: Monsters Unleashed) – amerykański film familijny. Drugi film fabularny na podstawie serialu animowanego Scooby Doo.
Na podstawie filmu powstała gra komputerowa Scooby Doo: Potwory na gigancie. W jednej z ostatnich scen, na plaży wystąpił kanadyjski zespół Simple Plan. Premiera filmu w Cartoon Network odbyła się 28 grudnia 2009 roku o godz. 09:05 w ramach Świątecznego Kina Cartoon Network.

## Fabuła
W Coolsville zostaje otwarte Muzeum Kryminologii, w którym można oglądać przebrania straszydeł, zdemaskowanych kiedyś przez Scooby’ego, Kudłatego, Freda, Daphne i Velmę. Lecz Zamaskowany Człowiek porywa przebrania i ożywia je. Winą za to obarcza Tajemniczą Spółkę. Potwory demolują miasto, a mieszkańcy wierzą w winę detektywów. By uratować Coolsville – i swoją reputację – przyjaciele nie tyle postanawiają, co zmuszeni są po raz kolejny stawić czoła tym samym straszydłom.

## Obsada
Bohaterowie:
- Freddie Prinze Jr. – Fred Jones
- Sarah Michelle Gellar – Daphne Blake
- Matthew Lillard – Kudłaty Rogers
- Linda Cardellini – Velma Dinkley
- Seth Green – Patrick
- Alicia Silverstone – Heather
- Peter Boyle – Stary Wickles
- Tim Blake Nelson – Jacobo
- Scott McNeil – Zamaskowana postać

Potwory:
- Kevin Durand – Czarny Rycerz
- C. Ernst Harth – Górnik 49
- Christopher R. Sumpton – Zombie

Głosy:
- Neil Fanning – Scooby Doo (głos)
- J.P. Manoux – Inteligentny Scooby (głos)
- Bob Papenbrook – czarny rycerz (głos)
- Dee Bradley Baker – Zombie / Szkielet z Czerwonym Okiem / Duch 10 000 Woltów (głos)
- Michael Sorich – Bagnisty Potwór / Potwór z Waty Cukrowej (głos)
- Terrence Stone – Duch 10 000 Woltów (głos)
- Wally Wingert – Szkielet z Zielonym Okiem (głos)

## Wersja polska
Opracowanie i udźwiękowienie wersji polskiej: Studio Sonica

Reżyseria: Miriam Aleksandrowicz, Agnieszka Matysiak

Dialogi polskie: Barbara Robaczewska

Konsultant dialogów: Michał Kalicki

Dźwięk: Agnieszka Stankowska

Organizacja produkcji: Elżbieta Kręciejewska
Wystąpili:
- Ryszard Olesiński – Scooby-Doo
- Jacek Braciak – Kudłaty
- Maria Peszek – Velma Dinkley
- Agnieszka Fajlhauer – Daphne Blake
- Kacper Kuszewski – Fred Jones
- Bartosz Obuchowicz – Patrick
- Katarzyna Bujakiewicz – Heather Jasper-How
- Krzysztof Kołbasiuk – Czarny Rycerz
- Jan Machulski – Jeremiah Wickles
- Marcin Troński – zamaskowana postać

oraz
- Agnieszka Matysiak
- Mirosława Niemczyk
- Magdalena Gnatowska
- Janusz Bukowski
- Leopold Matuszczak
- Wojciech Paszkowski
- Arkadiusz Jakubik
- Paweł Szczesny
- Tomasz Jarosz
- Jan Aleksandrowicz

## Soundtrack
1. Don’t Wanna Think About You – Simple Plan
2. You Get What You Give – New Radicals
3. Boom Shack-A-Lack – Apache Indian
4. We Wanna Thank You (The Things You Do) – Big Brovaz
5. The Rockafeller Skank – Fatboy Slim
6. Wooly Bully – Bad Manners
7. Shining Star – Ruben Studdard
8. Flagpole Sitta – Harvey Danger
9. Get Ready For This – 2 Unlimited
10. Play That Funky Music – Wild Cherry
11. Here We Go – Bowling for Soup
12. Love Shack – B-52’s
13. Friends Forever – Puffy AmiYumi